# تپه حاجی‌آباد ۲
تپه حاجی‌آباد ۲ مربوط به دوران‌های تاریخی پس از اسلام است و در شهرستان تاکستان، بخش خرمدشت، روستای حاجی‌آباد واقع شده و این اثر در تاریخ ۲۲ مرداد ۱۳۸۴ با شمارهٔ ثبت ۱۳۲۷۰ به‌عنوان یکی از آثار ملی ایران به ثبت رسیده است.